# Zapasy na Letnich Igrzyskach Olimpijskich 2000 – kategoria do 63 kg w stylu wolnym
Zmagania mężczyzn do 63 kg to jedna z ośmiu męskich konkurencji w zapasach w stylu wolnym rozgrywanych podczas Letnich Igrzysk Olimpijskich 2000. Pojedynki w tej kategorii wagowej odbyły się w dniach 28 – 30 września.

## Klasyfikacja[1]
| Pozycja | Nazwisko           | Kraj              |
| ------- | ------------------ | ----------------- |
| 1       | Murad Umachanow    | Rosja             |
| 2       | Serafim Byrzakow   | Bułgaria          |
| 3       | Jang Jae-seong     | Korea Południowa  |
| 4       | Mohammad Talaji    | Iran              |
| 5       | Arszak Hajrapetian | Armenia           |
| 6       | Carlos Ortíz       | Kuba              |
| 7       | Şamil Əfəndiyev    | Azerbejdżan       |
| 8       | Štefan Fernyák     | Słowacja          |
| 9       | Cary Kolat         | Stany Zjednoczone |
| 10      | Ruslan Bodișteanu  | Mołdawia          |
| 11      | Elbrus Tedejew     | Ukraina           |
| 12      | Nikołaj Sawin      | Białoruś          |
| 13      | Kazuyuki Miyata    | Japonia           |
| 14      | Jo Yong-son        | Korea Północna    |
| 15      | Otar Tusziszwili   | Gruzja            |
| 16      | Maksat Boburbekow  | Kirgistan         |
| 17      | Ramil Isłamow      | Uzbekistan        |
| 18      | Musa Ilhan         | Australia         |
| 19      | Jürgen Scheibe     | Niemcy            |

## Zasady[2]
- PP — Na punkty (Pokonany zdobył punkty)
- PO — Na punkty (Pokonany bez punktów)
- ST — Przewaga (10 punktów różnicy, pokonany bez punktów)
- SP — Przewaga (10 punktów różnicy, pokonany zdobył punkty)
- TO — Nokaut
- PA — Kontuzja

## Wyniki[3]

### Rundy eliminacyjne

#### Grupa 1
| Zawodnik          | W | P | Punkty | Punkty techniczne |
| ----------------- | - | - | ------ | ----------------- |
| Serafim Byrzakow  | 2 | 0 | 6      | 7                 |
| Ruslan Bodișteanu | 1 | 1 | 5      | 11                |
| Jürgen Scheibe    | 0 | 2 | 0      | 0                 |

|                   |                   | Punkty | Punkty techniczne |
| ----------------- | ----------------- | ------ | ----------------- |
| Jürgen Scheibe    | Serafim Byrzakow  | 0-3 PO | 0-3               |
| Ruslan Bodișteanu | Jürgen Scheibe    | 4-0 ST | 10-0              |
| Serafim Byrzakow  | Ruslan Bodișteanu | 3-1 PP | 4-1               |

#### Grupa 2
| Zawodnik         | W | P | Punkty | Punkty techniczne |
| ---------------- | - | - | ------ | ----------------- |
| Carlos Ortíz     | 2 | 0 | 6      | 10                |
| Kazuyuki Miyata  | 1 | 1 | 4      | 5                 |
| Otar Tusziszwili | 0 | 2 | 2      | 4                 |

|                  |                  | Punkty | Punkty techniczne |
| ---------------- | ---------------- | ------ | ----------------- |
| Otar Tusziszwili | Carlos Ortíz     | 1-3 PP | 1-6               |
| Kazuyuki Miyata  | Otar Tusziszwili | 3-1 PP | 4-3               |
| Carlos Ortíz     | Kazuyuki Miyata  | 3-1 PP | 4-1               |

#### Grupa 3
| Zawodnik        | W | P | Punkty | Punkty techniczne |
| --------------- | - | - | ------ | ----------------- |
| Mohammad Talaji | 2 | 0 | 7      | 5                 |
| Cary Kolat      | 1 | 1 | 5      | 10                |
| Ramil Isłamow   | 0 | 2 | 0      | 2                 |

|                 |                 | Punkty | Punkty techniczne |
| --------------- | --------------- | ------ | ----------------- |
| Cary Kolat      | Mohammad Talaji | 1-3 PP | 4-5               |
| Ramil Isłamow   | Cary Kolat      | 0-4 TO | 5:52              |
| Mohammad Talaji | Ramil Isłamow   | 4-0 PA |                   |

#### Grupa 4
| Zawodnik           | W | P | Punkty | Punkty techniczne |
| ------------------ | - | - | ------ | ----------------- |
| Arszak Hajrapetian | 2 | 0 | 6      | 13                |
| Nikołaj Sawin      | 1 | 1 | 4      | 8                 |
| Maksat Boburbekow  | 0 | 2 | 2      | 3                 |

|                    |                    | Punkty | Punkty techniczne |
| ------------------ | ------------------ | ------ | ----------------- |
| Arszak Hajrapetian | Maksat Boburbekow  | 3-1 PP | 6-2               |
| Nikołaj Sawin      | Arszak Hajrapetian | 1-3 PP | 4-7               |
| Maksat Boburbekow  | Nikołaj Sawin      | 1-3 PP | 1-4               |

#### Grupa 5
| Zawodnik        | W | P | Punkty | Punkty techniczne |
| --------------- | - | - | ------ | ----------------- |
| Murad Umachanow | 2 | 0 | 7      | 22                |
| Elbrus Tedejew  | 1 | 1 | 4      | 9                 |
| Jo Yong-son     | 0 | 2 | 2      | 6                 |

|                 |                 | Punkty | Punkty techniczne |
| --------------- | --------------- | ------ | ----------------- |
| Elbrus Tedejew  | Jo Yong-son     | 3-1 PP | 6-4               |
| Murad Umachanow | Elbrus Tedejew  | 4-1 SP | 13-3              |
| Jo Yong-son     | Murad Umachanow | 1-3 PP | 2-9               |

#### Grupa 6
| Zawodnik        | W | P | Punkty | Punkty techniczne |
| --------------- | - | - | ------ | ----------------- |
| Jang Jae-seong  | 3 | 0 | 11     | 29                |
| Şamil Əfəndiyev | 2 | 1 | 8      | 17                |
| Štefan Fernyák  | 1 | 2 | 6      | 4                 |
| Musa Ilhan      | 0 | 3 | 0      | 0                 |

|                 |                 | Punkty | Punkty techniczne |
| --------------- | --------------- | ------ | ----------------- |
| Štefan Fernyák  | Şamil Əfəndiyev | 1-3 PP | 1-6               |
| Jang Jae-seong  | Musa Ilhan      | 4-0 ST | 10-0              |
| Štefan Fernyák  | Jang Jae-seong  | 1-4 SP | 3-13              |
| Şamil Əfəndiyev | Musa Ilhan      | 4-0 ST | 10-0              |
| Štefan Fernyák  | Musa Ilhan      | 4-0 PA |                   |
| Şamil Əfəndiyev | Jang Jae-seong  | 1-3 PP | 1-6               |

### Runda finałowa
|  | Ćwierćfinały       | Ćwierćfinały       | Ćwierćfinały |  |  | Półfinały        | Półfinały        | Półfinały       |   |                  | Finał            | Finał           | Finał       |
|  |                    |                    |              |  |  |                  |                  |                 |   |                  |                  |                 |             |
|  | Serafim Byrzakow   | Serafim Byrzakow   | 4            |  |  |                  |                  |                 |   |                  |                  |                 |             |
|  | Carlos Ortíz       | Carlos Ortíz       | 1            |  |  | Serafim Byrzakow | Serafim Byrzakow | 4               |   |                  |                  |                 |             |
|  | Mohammad Talaji    | Mohammad Talaji    | 3            |  |  | Mohammad Talaji  | Mohammad Talaji  | 0               |   |                  |                  |                 |             |
|  | Arszak Hajrapetian | Arszak Hajrapetian | 2            |  |  |                  |                  |                 |   | Serafim Byrzakow | Serafim Byrzakow | 2               |             |
|  |                    |                    |              |  |  |                  | Murad Umachanow  | Murad Umachanow | 3 |                  |                  |                 |             |
|  |                    |                    |              |  |  | Murad Umachanow  | Murad Umachanow  | 4               |   |                  |                  |                 |             |
|  |                    |                    |              |  |  | Jang Jae-seong   | Jang Jae-seong   | 4               |   |                  | o 3 miejsce      | o 3 miejsce     | o 3 miejsce |
|  |                    |                    |              |  |  |                  |                  |                 |   |                  |                  |                 |             |
|  |                    |                    |              |  |  |                  |                  |                 |   |                  | Mohammad Talaji  | Mohammad Talaji | 2           |
|  |                    |                    |              |  |  |                  |                  |                 |   |                  | Jang Jae-seong   | Jang Jae-seong  | 12          |

|  |                    |                    |    |
|  | o 5 miejsce        |                    |    |
|  |                    |                    |    |
|  |                    |                    |    |
|  |                    |                    |    |
|  | Carlos Ortíz       |                    |    |
|  |                    |                    |    |
|  | Arszak Hajrapetian | Arszak Hajrapetian | WO |
|  | Arszak Hajrapetian | Arszak Hajrapetian | WO |
|  |                    |                    |    |